# Euploea melanopa
Euploea melanopa är en fjärilsart som beskrevs av Johannes Karl Max Röber 1887. Euploea melanopa ingår i släktet Euploea och familjen praktfjärilar. Inga underarter finns listade i Catalogue of Life.